# Cosmoplatus brasilianus
Cosmoplatus brasilianus är en skalbaggsart som beskrevs av Dmytro Zajciw 1963. Cosmoplatus brasilianus ingår i släktet Cosmoplatus och familjen långhorningar. Inga underarter finns listade i Catalogue of Life.